# Paralimna wirthi
Paralimna wirthi är en tvåvingeart som beskrevs av Timothy M. Cogan 1968. Paralimna wirthi ingår i släktet Paralimna och familjen vattenflugor.
Artens utbredningsområde är Liberia. Inga underarter finns listade i Catalogue of Life.